# Drapeau de Bougainville

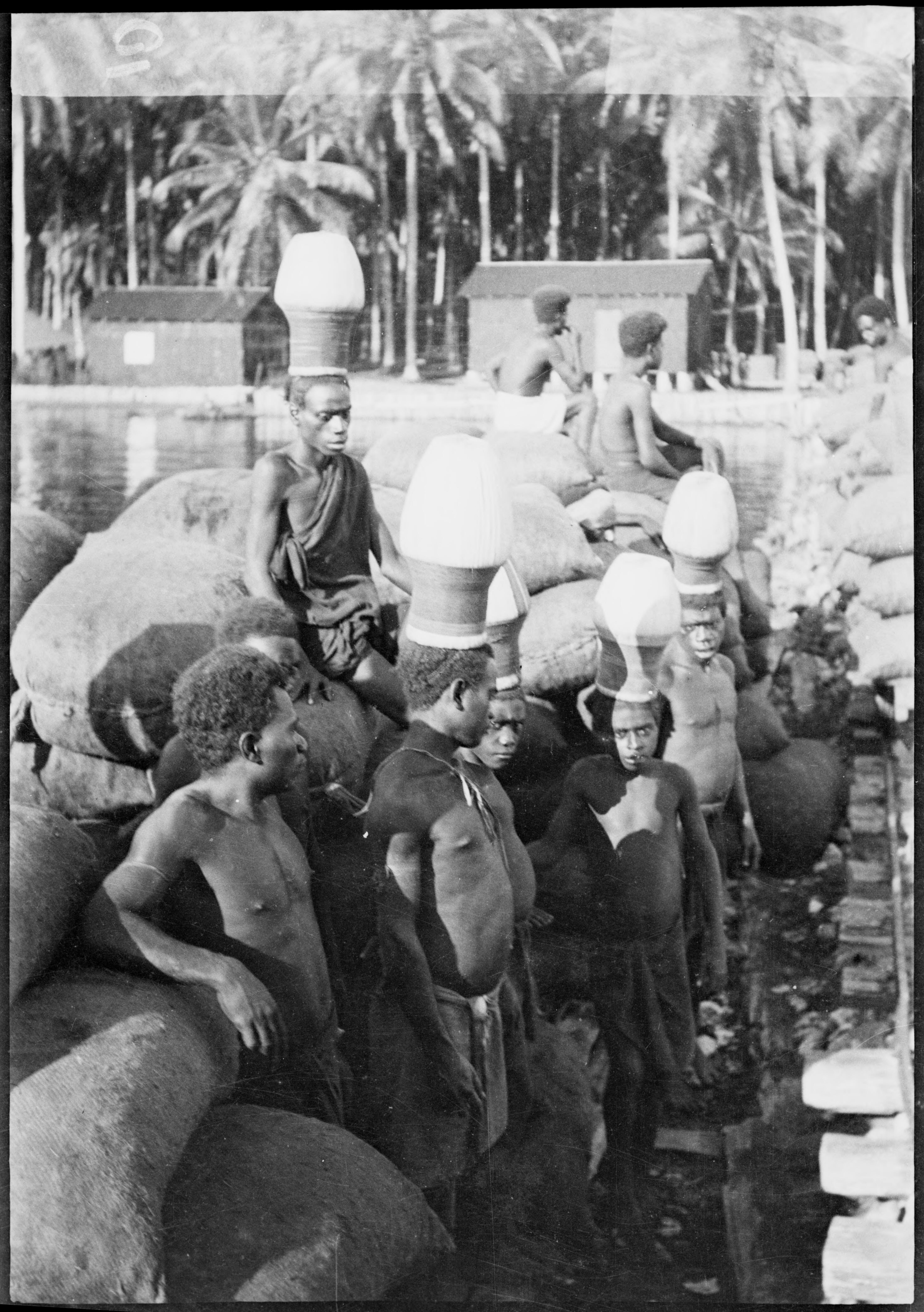
Cinq hommes portant une upe pendant une cérémonie en 1929

Le drapeau de Bougainville est le drapeau de la région autonome de Bougainville,  province spéciale de Papouasie-Nouvelle-Guinée. 

## Composition
Le drapeau bougainvillois figure en son centre une upe, une coiffe traditionnelle portée par les adolescents mâles lors d'un rite de passage à l'age adulte. Le terme désigne aussi bien la coiffe que le rite et ses participants. Le disque noir sur lequel elle se trouve représente la couleur de la peau des Bougainvillois, plus foncée qu'en Nouvelle-Guinée, tandis que le second disque, blanc, représente un « Kapkap », symbole traditionnel d'autorité fait de nacre, et sur lequel sont apposés 24 triangles équilatéraux de couleur verte représentant la terre, très importante aux yeux de la population de l'île. Enfin, le fond bleu représente l'océan.

## Histoire
Créé en 1975 par Johnathan et Moses Havini et choisi par concours lors de la proclamation unilatérale de la république des Nord Salomon, le drapeau est interdit en tant que symbole sécessionniste par le gouvernement de Papouasie-Nouvelle-Guinée lors de la réincorporation de l'île l'année suivante,. Il est cependant officialisé en 1978, puis ses symboles codifiés en 2018. Son utilisation à des fins commerciales ou dans le but de souiller son image est passible d'une amende de dix mille kina (env. 2 600 €), pouvant monter jusqu'à cent mille dans le cas d'une entreprise.